# Graphocephala kukla
Graphocephala kukla är en insektsart som beskrevs av Young 1977. Graphocephala kukla ingår i släktet Graphocephala och familjen dvärgstritar. Inga underarter finns listade i Catalogue of Life.